# قدم أباد
قدم أباد (بالفارسية: قدم‌آباد) هي قرية تقع في Hasanabad Rural District في إيران. يقدر عدد سكانها بـ 264 نسمة بحسب إحصاء 2016.